# Código Civil brasileiro
O Brasil passou a adotar um Código Civil apenas em 1916, com a publicação da Lei n.° 3 071 do mesmo ano. O atual Código Civil brasileiro (Lei 10 406 de 10 de janeiro de 2002) encontra-se em vigor desde 11 ou 12 de janeiro de 2003, após o cumprimento de sua vacatio legis de um ano.

## Estrutura do Código vigente
A nova Codificação tem 2 046 artigos organizados da seguinte maneira:
Parte Geral
- Livro I - Das Pessoas
- Livro II - Dos Bens
- Livro III - Dos Fatos Jurídicos

Parte Especial
- Livro I - Do Direito das Obrigações
- Livro II - Do Direito de Empresa
- Livro III - Do Direito das Coisas
- Livro IV - Do Direito de Família
- Livro V - Do Direito das Sucessões
- Livro Complementar: Disposições Finais e Transitórias

## História

### Código de 1916

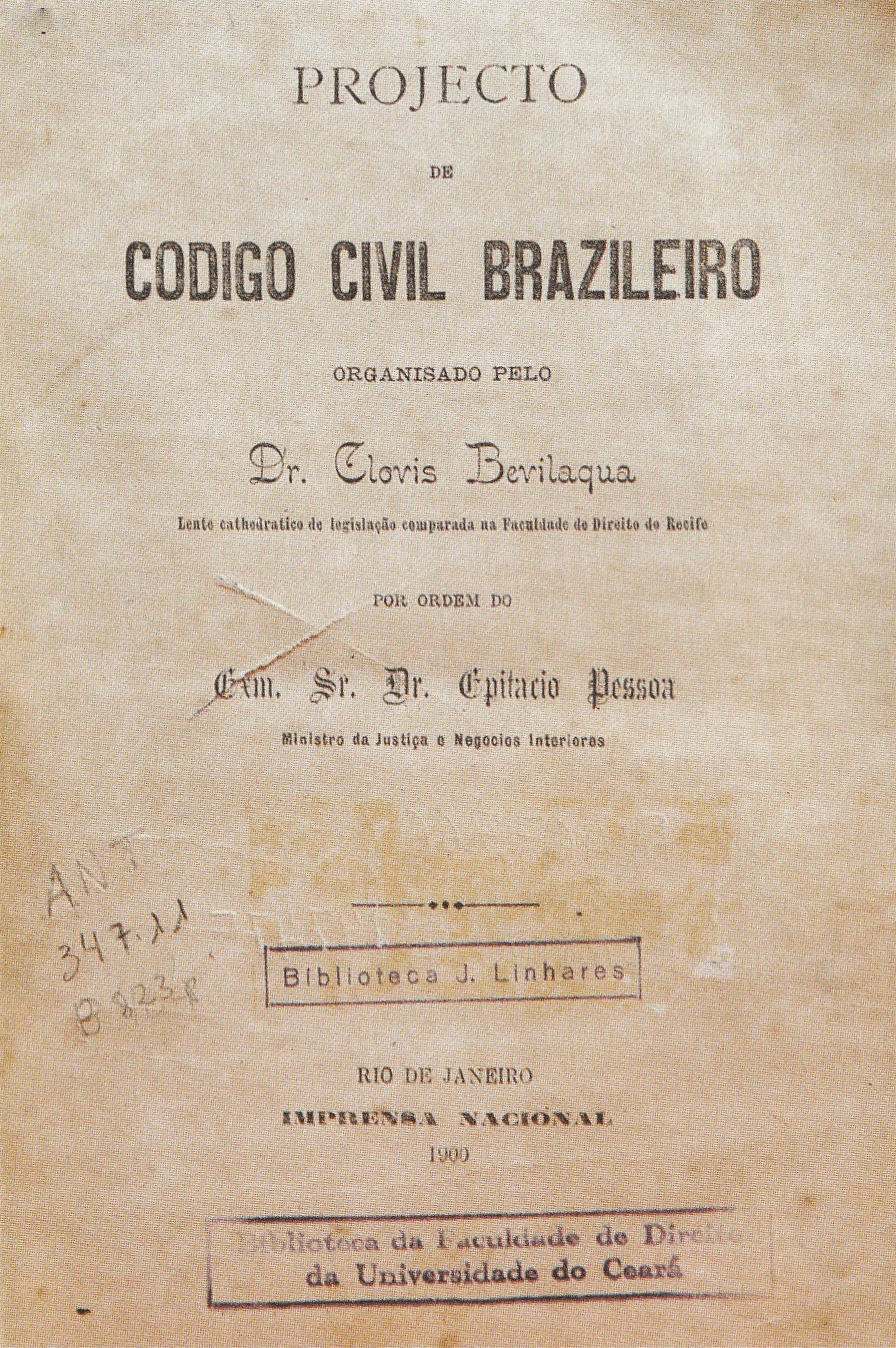
Projeto do Código Civil, elaborado pelo jurista Clóvis Beviláqua, em impressão da Imprensa Nacional em 1900.

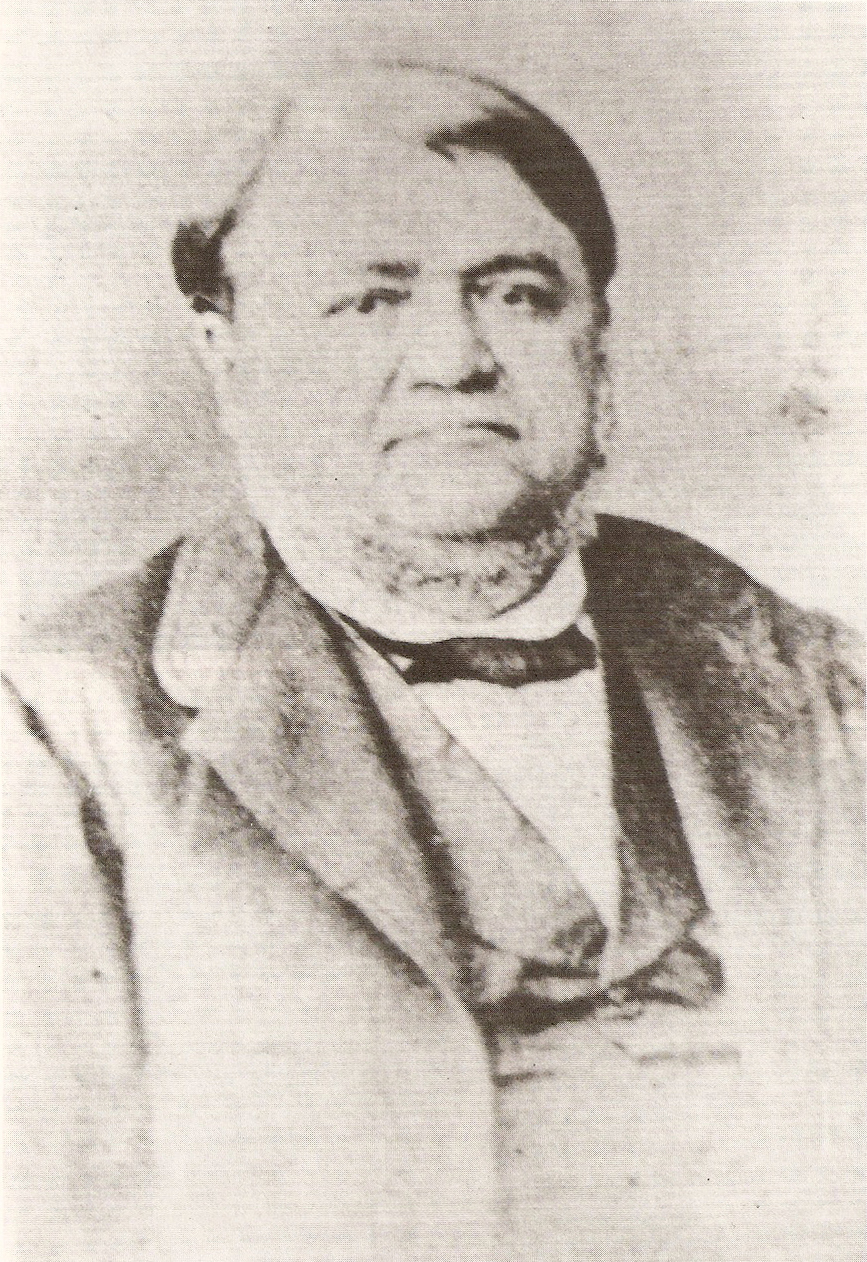
Teixeira de Freitas.

A história do direito brasileiro acrescida com elementos locais, confunde-se com a história do Direito português que participa da herança dos direitos romano, germânico e canônico. Com a independência do Brasil, o governo imperial promulgou uma lei que mantinha em vigor no território brasileiro as Ordenações Filipinas e toda a legislação portuguesa anterior, que possuía falhas e contradições. A constituição determinou que se organizasse o quanto antes um código civil, pois se fazia necessário a modernização, então uma infinidade de leis, assentos, alvarás, resoluções e regulamentos foram editados para completar ou modificar as Compilações. Uma vez independente, o Direito também tinha que tomar rumo próprio, de acordo com as necessidades de seu povo.

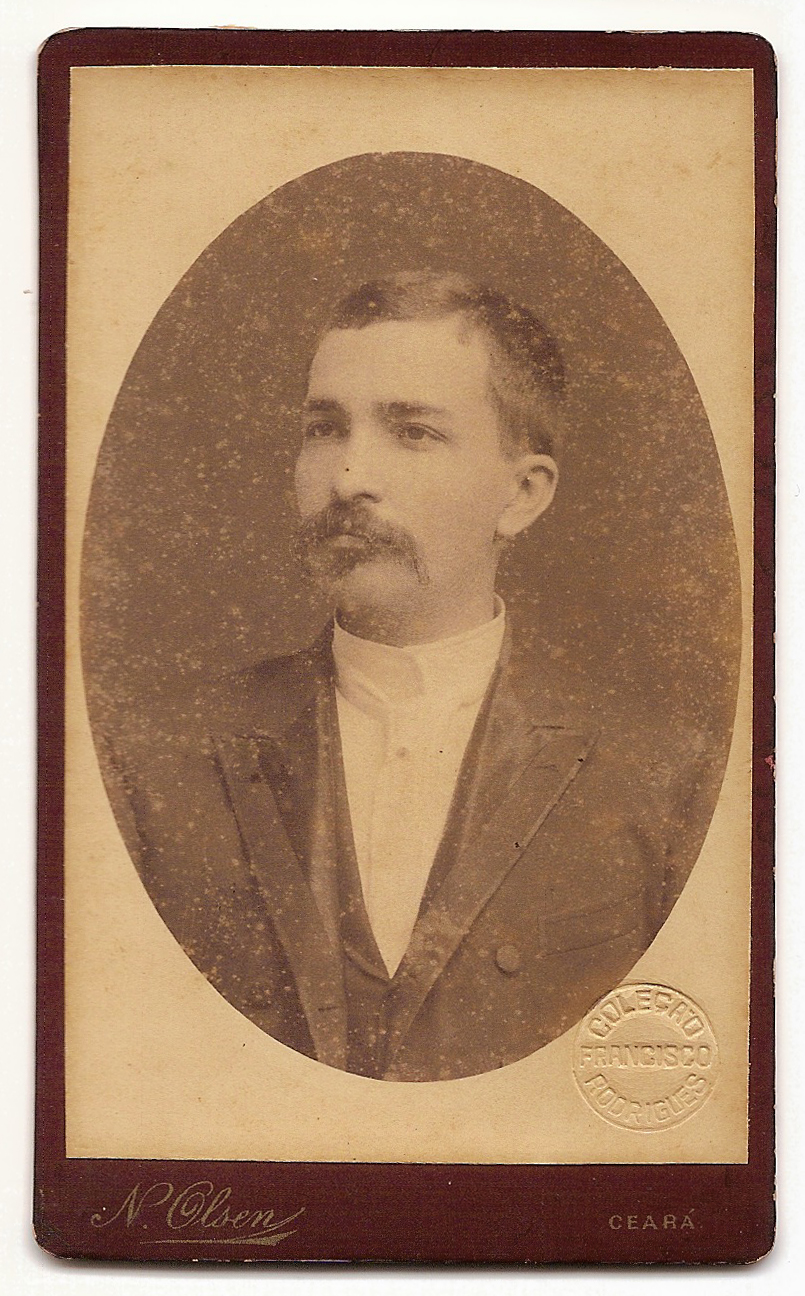
Clóvis Beviláqua.

"Quanto melhores e mais avançadas as leis, melhor e mais avançada a sociedade. Um passo adiante no caminho do progresso". O interesse despertado pelo código napoleônico e pela teoria da codificação influenciavam os juristas brasileiros, e a criação das duas primeiras escolas de Direito do País e a crescente produção legislativa nacional, em substituição à legislação portuguesa manteve uma continua emancipação jurídica.
Antes da codificação, foi confiada ao jurista Augusto Teixeira de Freitas a consolidação do direito vigente, em seguida é incumbido de elaborar o código civil para o Império. Divulgando seu trabalho, ainda incompleto e o nomeando de esboço, demonstrando a compreensão da importância da obra e da necessidade da ampla discussão. Desgostoso pela demora dos trabalhos da comissão formada para analisar o projeto e pelo desprezo silencioso que sua obra recebeu, Freitas suspende a execução do contrato. Mas é evidente a influência que sua obra exerceu nos códigos sul-americanos.
As várias tentativas de tantos brasileiros inspiram os outros, mostrando uma solidariedade histórica, uma longa trajetória de insucessos e tentativas.
A escolha de Clóvis Beviláqua para a elaboração do código civil recebeu inúmeras críticas, já que o país tinha juristas mais experientes e de maior prestígio. Contudo, ele não se intimidou, e após inúmeras modificações realizadas pela comissão, foi concluído seu trabalho e aprovado na Câmara, muito mais tarde devido à oposição de Rui Barbosa.
Características do Código Civil de 1916: Tinha apenas 1 807 artigos, curtos e com poucos parágrafos. Vacatio legis de um ano e revogação das ordenações até então vigentes. Original e nacional são suas principais características. Sua forma literal merece elogios e sua maior preocupação é com a correção da linguagem e dos conceitos do que com a efetiva aplicação prática dos preceitos. O Código se mostra conservador, especialmente nas regras sobre a família, há uma completa rejeição de aspectos sociais em seu conteúdo e seus preceitos foram redigidos com excesso de abstração. Tentativas de reforma pelo surgimento do Estado social.

### Código de 2002

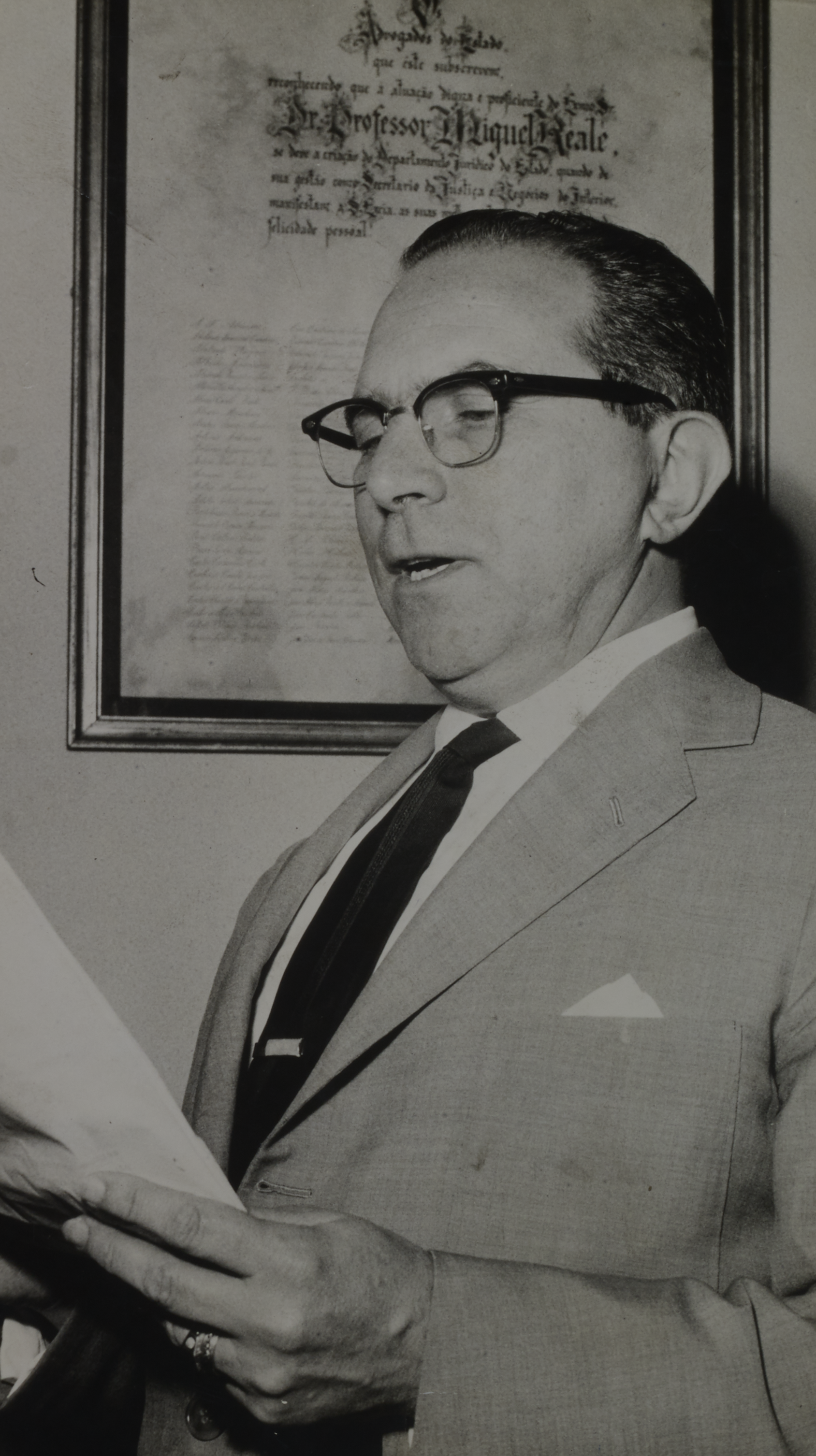
Miguel Reale.

A elaboração da nova codificação foi confiada a Miguel Reale, que convidou outros juristas para auxiliá-lo. Concluído o projeto, sofreu inúmeras críticas, pois abdicou da circunstância de ser um Código moderno em troca do comodismo e soluções passadistas.[carece de fontes?] Após alterações, em 1983 foi aprovado na Câmara dos deputados, mas em razão da redemocratização do país e da elaboração da nova Constituição os trabalhos foram interrompidos e caíram no esquecimento. Abruptamente despertado, o projeto foi aprovado no Senado e na Câmara em 2001, inúmeras emendas foram efetuadas com o objetivo de adequar o projeto à nova realidade constitucional, e finalmente foi sancionado pelo presidente Fernando Henrique Cardoso no dia 10 de janeiro de 2002, entrando em vigor no dia 11 de janeiro de 2003.
Uma importante mudança no novo código é a unificação do direito civil e empresarial em um único texto, fruto da adesão à teoria da empresa, adotada inicialmente pelo Código Civil Italiano de 1942, promulgado pelo governo fascista de Benito Mussolini.